# ラインハルト大学
ラインハルト大学（Reinhardt University）は、アメリカ合衆国ジョージア州チェロキー郡ウォルスカにある、生徒総数が1200人程度のリベラル・アーツ大学。キリスト教メソジスト教会によって運営されている。
創立は1883年と古く、当初はメソジスト信仰の深かったオーガスタス・ミッチェル・ラインハルト（1842年 - 1923年）とジョン・J・A・シャープ（1828年 - 1896年）が中心となって、ウォルスカのラインハルト教会（現在のウォルスカ・ユナイテッド・メソジスト教会）の修学機関として設立された。設立翌年の1884年の生徒総数は40名。当初は宣教師の修学所としても機能していた。また、当初は小学校から高校までの一貫教育機関だった。
1891年にジョージア州から正式に大学部門が認可され、大学名はラインハルト普通大学（Reinhardt Normal College）に決まった。この頃は短期大学として機能していた。後に、チェロキー郡に小学校、中学校、高校が普及したために、一貫教育の方針を変更、小学部から高等部までの生徒をチェロキー郡内の地元学校に通わせることになり、ラインハルト大学は短期大学として運営し続けていくことになる。また、名称も普通（Normal）が無くなり、ラインハルト大学となる。
1992年から4年制を一部の学部に導入し始め、最初に学士課程の経営学部の授業を始めた。後に他の学部も年々足されていき、現在のような4年制大学となる。現在でも2年制が残っているのは昔からの名残であるが、卒業生のほとんどが4年制を修了しているので、やはり現在のラインハルト大学は4年制大学としての見方が強い。また、2007年よりMBAコースを開始したのを皮切りに大学院コースを増設。総合大学色が濃くなってきたので2010年6月より、校名を"College"から"University"に改めた。
ウォルスカの本校（Main Campus）の他に、サテライト分校としてフルトン郡北部のアルファレッタ市にラインハルト大学・ノース・フルトン・センター（Reinhardt University North Fulton Center）を開校した。本校と変わらない講師陣と授業内容を夜間でも受けられるという理由で、主にフルタイムで働く層に人気がある。また、ノース･フルトン･センターでの授業も本校の授業と扱いに全く差がないため、ノース・フルトン・センターでの授業だけで学士課程全てを4年間かけて修学して卒業する学生も多い。そのような学生は卒業式になって初めて本校を訪れるという経験をすることになるが、最近では珍しいことではない。
現在は大学運営面でも宗教色は薄くなり、講師と生徒の信教・信条に関して全く問わないし差別しないという方針で運営しているが、聖書の授業は卒業するために必須である。
本校も分校も少人数制授業を基本としているために、授業内容の評価で満足度が高いことをアピールしている。